# (3281) Maupertuis
(3281) Maupertuis es un asteroide que forma parte del cinturón de asteroides y fue descubierto por Yrjö Väisälä el 24 de febrero de 1938 desde el Observatorio de Iso-Heikkilä, en Turku, Finlandia.

## Designación y nombre
Maupertuis fue designado inicialmente como 1938 DZ.
Más tarde, en 1991, se nombró en honor del matemático francés Pierre Louis Maupertuis (1698-1759).

## Características orbitales
Maupertuis orbita a una distancia media de 2,35 ua del Sol, pudiendo acercarse hasta 2,121 ua y alejarse hasta 2,579 ua. Su excentricidad es 0,09732 y la inclinación orbital 5,993 grados. Emplea 1316 días en completar una órbita alrededor del Sol.

## Características físicas
La magnitud absoluta de Maupertuis es 12,8 y el periodo de rotación de 6,73 horas.